# Boťany
Boťany (in ungherese Battyán) è un comune della Slovacchia facente parte del distretto di Trebišov, nella regione di Košice.